# Wolfurt
Wolfurt – gmina targowa w Austrii, w kraju związkowym Vorarlberg, w powiecie Bregencja. Według Austriackiego Urzędu Statystycznego liczyła 8246 mieszkańców (1 stycznia 2015).